# Tumba del juicio
La Tumba del juicio (en griego: τάφος της Κρίσεως, romanizado: tafos tis kriseōs), también denominada Gran tumba de Lefkádia, es una tumba del Reino de Macedonia del periodo helenístico situada en Lefkádia (antigua Mieza), cerca de Nausa, en Grecia.
Conocida por su imponente fachada pintada, el monumento se construyó probablemente a finales del ̺siglo IV o principios del siglo III a. C.. Se encuentra a unos 230 m de la Tumba de las palmetas y a unos 760 m de la Tumba de Lisón y Calicles. 
El nombre común de la tumba proviene de la escena pintada en la fachada que representa, un tema especialmente raro en el arte griego antiguo, el juicio post mortem del difunto1.

## Descripción
La tumba consta de una fachada excepcionalmente grande y de dos cámaras de bóveda de cañón (una antecámara y una cámara funeraria). La estructura estaba cubierta por un túmulo de tierra de aproximadamente de 10 m de diámetro y 1,5 m de altura.

### Fachada
La fachada de dos plantas tiene 8,55 m de alto y 8,68 m de ancho. En la cúspide hubo una vez un fronton triangular, pero hoy en día ha desaparecido casi por completo. 
El nivel superior de la tumba contiene seis columnas jónicas «in antis» de 1,46 m de altura que se alternan con falsas ventanas. Debajo, un friso jónico en relieve describe una batalla entre jinetes e infantes griegos y persas. Las figuras son de mortero de cal, sus armaduras y ropas están pintadas sobre un fondo azul oscuro. En el nivel inferior, una cornisa con motivos florales y volutas corona un entablamento compuesto por doce triglifos de color azul oscuro y once metopas que representan la batalla de los lápitas contra los centauros. Este friso dórico destaca por la alternancia de triglifos coloreados en relieve y metopas pintadas en trampantojo sobre una superficie plana que da la ilusión de volumen gracias al claroscuro. La parte más baja de la fachada está formada por cuatro columnas dóricas encajadas in antis, con la puerta de la antecámara en el hueco central.

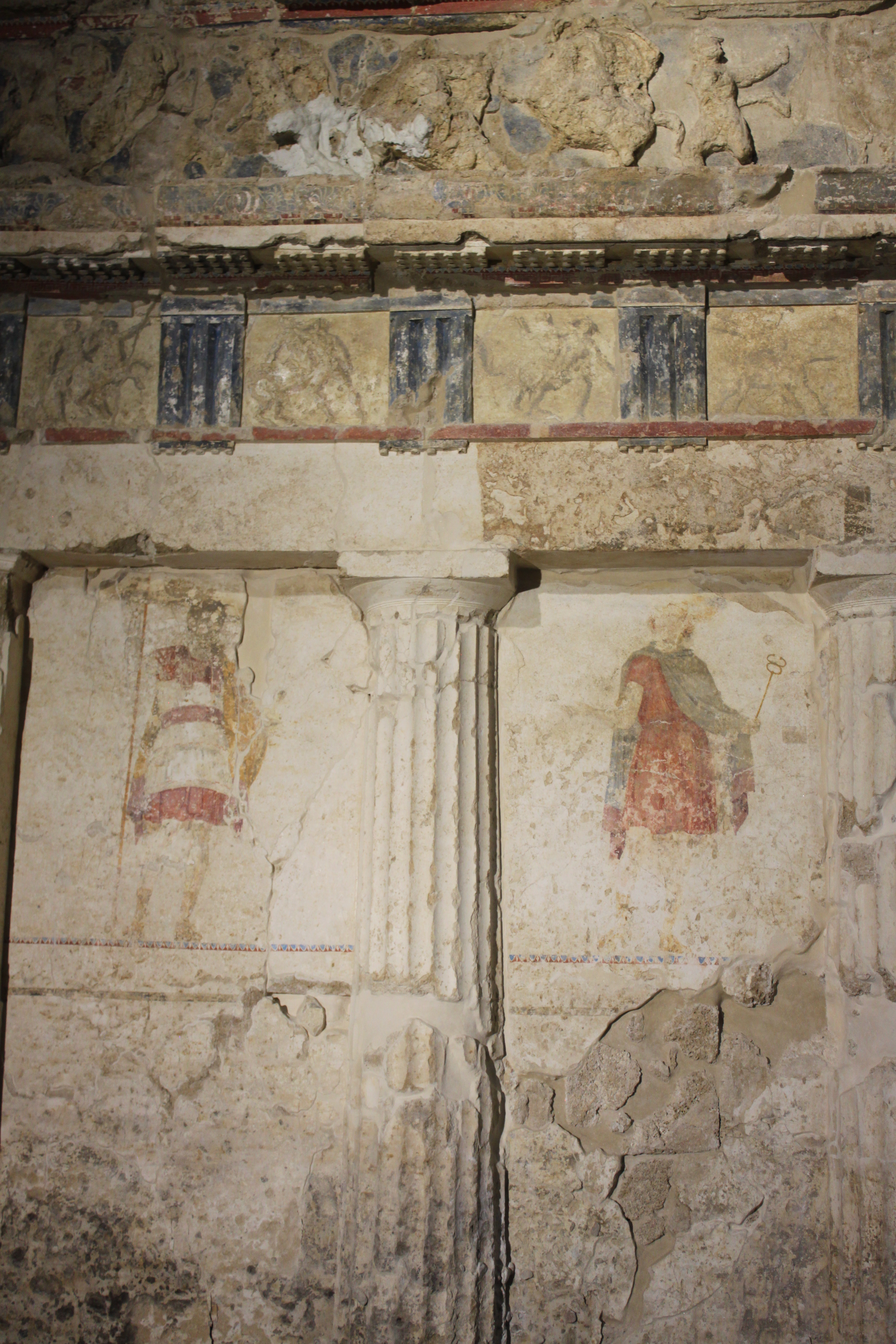
Parte izquierda de la fachada, que representa al guerrero fallecido (izquierda) y a Hermes (derecha).

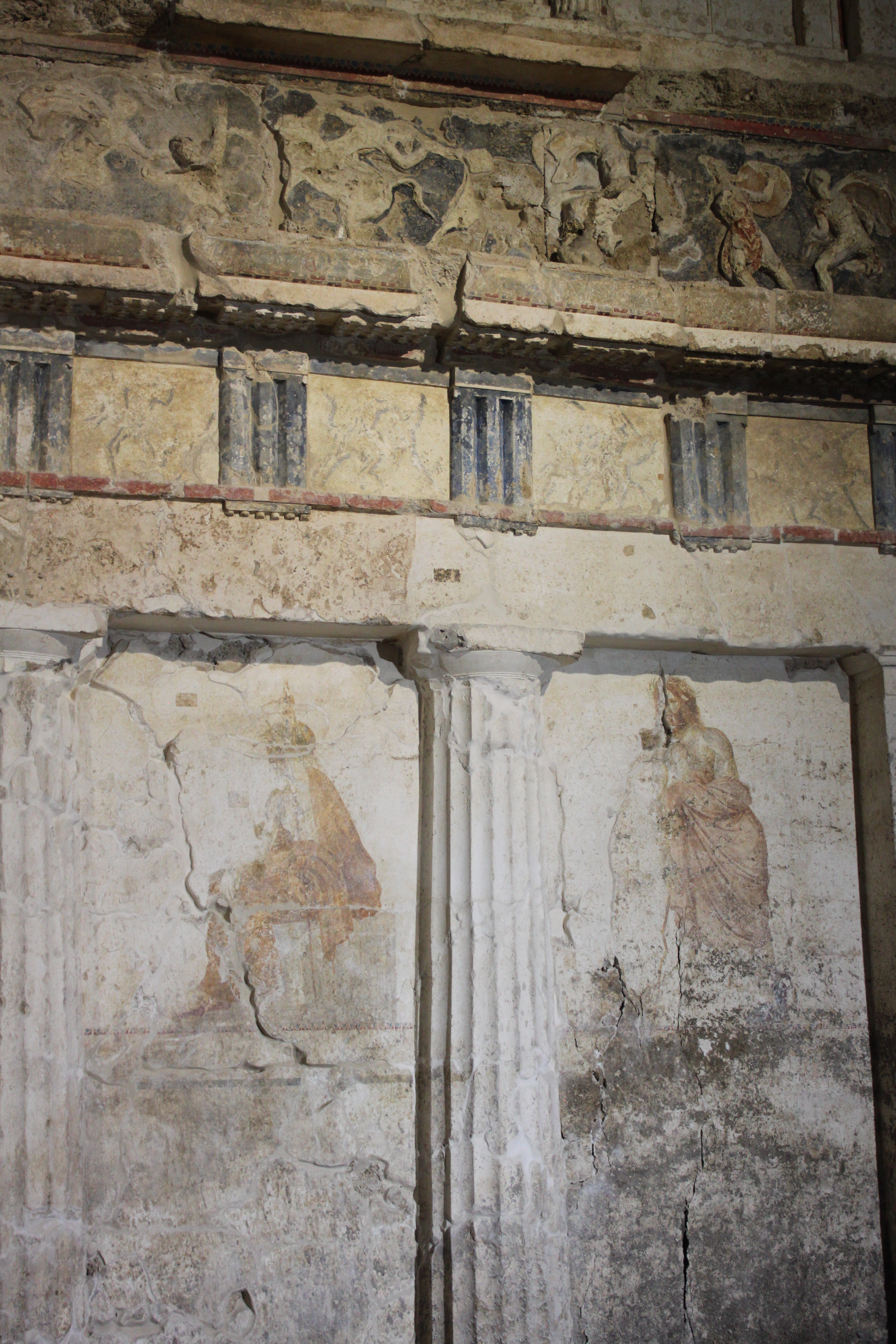
Parte derecha de la fachada, que representa a Éaco (izquierda) y a Radamantis (derecha).

Cuatro pinturas cubren la mitad inferior de la fachada, en la parte superior de los espacios entre las columnas dóricas. En el espacio exterior de la izquierda, se representa a un guerrero de frente, mirando ligeramente hacia la derecha. Su mano izquierda descansa sobre la vaina de su espada mientras que la derecha sostiene una lanza con la punta hacia abajo. Lleva un quitón rojo con una coraza blanca encima, una clámide amarilla en el hombro derecho y unas botas altas amarillas. En el espacio interior de la izquierda, Hermes psicopompo conduce al difunto. Se le representa de frente, moviéndose hacia la derecha, con la cabeza cubierta con un pétaso y mirando hacia la izquierda. Su brazo derecho está extendido como si hiciera una señal al guerrero y su mano izquierda sostiene el caduceo. Va vestido con un quitón rojo y una clámide azul con bordes violetas. 
En los espacios a la derecha de la puerta se encuentran Éaco y Radamantis, dos de los tres jueces de los muertos, cada uno identificado por una inscripción sobre ellos. Éaco está representado de perfil, sentado en una silla cúbica y mirando hacia la izquierda. Su mano izquierda está levantada por encima de la cabeza y sostiene un largo bastón, mientras que la derecha se apoya en el muslo. Lleva un himatión marrón que le cubre todo el cuerpo excepto un hombro y la parte superior del pecho. Una cinta y una corona adornan su pelo. Radamantis, en el marco exterior derecho, también está representada como un anciano, con una barba salvaje y una corona. En cambio, se le muestra de pie, en una vista de tres cuartos, apoyado en su bastón.

### Interior
Al igual que la fachada, la antecámara es excepcionalmente grande: 7,7 m de alto, 6,5 m de ancho y 2,12 m de largo. No tiene pinturas y fue gravemente dañada en la antigüedad, por lo que no ha sido completamente excavada. 3 Sin embargo, a ambos lados de la puerta de acceso a la cámara funeraria se ven dos escudos en relieve.  Sin embargo, dos escudos en relieve son visibles a ambos lados de la puerta que conduce a la cámara funeraria.
La cámara funeraria, con sus paredes estucadas, es de menor tamaño (5,26 m de altura, 4,8 m de ancho y 4,72 m de largo). Un podio con cornisa recorre la base del muro, soportando pilastras de estuco en bajorrelieve que a su vez sostienen un arquitrabe rematado por una cornisa. El muro entre las pilastras está pintado de rojo y los elementos arquitectónicos de estuco están decorados con rosetas pintadas. El diseño recuerda a las pinturas murales de las casas de la misma época excavadas en Pela y Delos. Los objetos funerarios incluían un canapé de madera con elementos de marfil, entre ellos una pequeña escultura de una mujer encontrada en la antecámara.

## Excavaciones
La tumba fue descubierta durante la construcción de una carretera en 1954 y excavada por Fótis Pétsas de 1954 a 1964. A partir de 1998 se volvió a excavar, fue restaurada por Liána Stefaní y protegida de los elementos climáticos por una estructura moderna. Los objetos encontrados en la tumba se conservan en el Museo Arqueológico de Veria.  